# Pila, Italien
Pila är en ort och kommun i provinsen Vercelli i regionen Piemonte, Italien.  Kommunen hade 138 invånare (2018). Den ligger cirka 80 kilometer nordost om Turin och omkring 60 kilometer nordväst om Vercelli. Pila gränsar till kommunerna Pettinengo, Piode och Scopello.